# Genaro Rodríguez
Genaro Rodríguez Serrano (Gerena, 23 marzo 1998) è un calciatore spagnolo, centrocampista dell'União Leiria.

## Carriera

### Club
Cresciuto nel settore giovanile del Siviglia, ha debuttato con la seconda squadra nel 2018, in Segunda División. Il 12 dicembre 2019 ha esordito in prima squadra, nell'incontro di Europa League perso 1-0 in casa dell'APOEL. Nel 2020 è stato ceduto a titolo definitivo al Mirandés, in seconda divisione, per poi trasferirsi l'anno successivo al Malaga, sempre nella stessa categoria.

### Nazionale
Nel 2016 ha collezionato tre presenze con la nazionale spagnola Under-19, segnando anche una rete.

## Statistiche

### Presenze e reti nei club
Statistiche aggiornate al 7 febbraio 2023.
| Stagione        | Squadra           | Campionato      | Campionato | Campionato | Coppe nazionali | Coppe nazionali | Coppe nazionali | Coppe continentali | Coppe continentali | Coppe continentali | Altre coppe | Altre coppe | Altre coppe | Totale | Totale |
| Stagione        | Squadra           | Comp            | Pres       | Reti       | Comp            | Pres            | Reti            | Comp               | Pres               | Reti               | Comp        | Pres        | Reti        | Pres   | Reti   |
| --------------- | ----------------- | --------------- | ---------- | ---------- | --------------- | --------------- | --------------- | ------------------ | ------------------ | ------------------ | ----------- | ----------- | ----------- | ------ | ------ |
| mar.-giu. 2018  | Siviglia Atlético | SD              | 4          | 0          |                 | -               | -               |                    | -                  | -                  |             | -           | -           | 4      | 0      |
| 2018-2019       | Siviglia Atlético | SDB             | 20         | 2          |                 | -               | -               |                    | -                  | -                  |             | -           | -           | 20     | 2      |
| 2019-2020       | Siviglia Atlético | SDB             | 19         | 1          |                 | -               | -               |                    | -                  | -                  |             | -           | -           | 19     | 1      |
| dic. 2019       | Siviglia          | PD              | -          | -          | CR              | -               | -               | UEL                | 1                  | 0                  |             | -           | -           | 1      | 0      |
| 2020-2021       | Mirandés          | SD              | 20         | 1          | CR              | 1               | 0               |                    | -                  | -                  |             | -           | -           | 21     | 1      |
| 2021-2022       | Malaga            | SD              | 27         | 2          | CR              | 2               | 0               |                    | -                  | -                  |             | -           | -           | 29     | 2      |
| 2022-2023       | Malaga            | SD              | 12         | 0          | CR              | 1               | 0               | -                  | -                  | -                  | -           | -           | -           | 13     | 0      |
| Totale Malaga   | Totale Malaga     | Totale Malaga   | 39         | 2          |                 | 3               | 0               |                    | -                  | -                  |             | -           | -           | 42     | 0      |
| Totale carriera | Totale carriera   | Totale carriera | 102        | 6          |                 | 4               | 0               |                    | 1                  | 0                  |             | -           | -           | 107    | 6      |

## Palmarès

### Club

#### Competizioni internazionali
- UEFA Europa League: 1

Siviglia: 2019-2020